# Economia experimental
A economia experimental é a aplicação de métodos experimentais no estudo de questões de economia. Experiências são usadas para testar a validade de teorias económicas e para explorar novos mecanismos dos mercados. Usando indivíduos motivados pelo dinheiro, as experiências de economia criam incentivos reais para ajudar a compreender porque os mercados e outros sistemas de troca funcionam da forma que se pode observar. As experiências podem ser realizadas em ambiente de laboratório ou no terreno. As experiências também são usadas no ensino da economia.